# نوربرت اوزیمک
نوربرت اوزیمک (لهستانی: Norbert Ozimek؛ زادهٔ ۲۴ ژانویهٔ ۱۹۴۵) وزنه‌بردار اهل لهستان بود.